# Lu Watters
Lucius (Lu) Watters (Santa Cruz (Californië), 19 december 1911 - Santa Rosa (Californië), 5 november 1989) was een Amerikaanse trompettist en leider van de bigband Yerba Buena Jazz Band. Deze band speelde traditionele Dixieland-jazz. 
Watters speelde trompet vanaf zijn elfde jaar. Zijn eerste baantje als muzikant had hij op een cruise-schip. Hij speelde in de orkesten van Carol Lofner en Bob Crosby en was leider van een bigband in Sweet's Ballroom in Oakland. Rond 1939 richtte hij Yerba Buena Jazz Band op, met leden van zijn groep uit Oakland. Watters wilde muziek maken in de stijl van King Oliver en Jelly Roll Morton: hij was niet geïnteresseerd in de nieuwe jazz (swing en bop). De groep ontleende haar naam aan Yerba Buena, een eiland in de Baai van San Francisco.  
Zijn groep werd toonaangevend in de periode van de Dixieland-revival aan de westkust. Watters en zijn groep speelden traditionele dixieland-nummers, maar ook composities van Watters' hand, zoals 'Antigua Blues' en 'Big Bear Stomp'. De groep had een eigen stijl.
Yerba Buena Jazz Band speelde in Dawn Club in San Francisco en deed dat tot 1942, het jaar dat Watters in dienst moest. Tijdens de oorlog leidde Watters een 20-koppige marineband in Hawaï. Na de oorlog ging zijn Yerba Buena Jazz Band weer op dezelfde voet verder, in dezelfde club en met veel succes. In 1947 opende Watters zijn eigen club, Hambone Kelly's, waar hij met zijn groep speelde. In 1950 stopte hij met zijn band en in 1957 stopte hij met spelen, hoewel hij in 1963 de trompet weer oppakte om met oud bandlid Turk Murphy (trombone) te spelen op protestbijeenkomsten tegen de aanleg van een kerncentrale op de San Andreasbreuk. Watters was na zijn muzikale leven geoloog, met een speciale belangstelling voor aardbevingen: hij doceerde aan de Sonoma State University. Ook had hij een eigen restaurant. 

## Discografie
- 1942 Series (opnames maart 1942), Good Time Jazz
- Lu Watters, Volume 1 1937-1943, San Francisco Trad. Jazz
- Lu Watters, Volume 1: Dawn Club Favorites, Good Time Jazz
- Lu Watters, Volume 2: Watters' Originals & Ragtime (opnames 1941, 1946), Good Time Jazz
- Lu Watters, Volume 3: Stomps, Etc. and the Blues (opnames 1942, 1946), Good Time Jazz
- Lu Watters, Riverside, 1947
- Lu Watters, Volume 2 1946-1947, San Francisco Trad. Jazz
- On the Air (opnames 1946 en 1947), Good Time Jazz
- At Hambone Kelly's 1949-1950, Merry Makers
- Doing the Hambone at Kelly's vol. 1 en vol. 2 (met Clancy Hayes, zang), Jasmine
- Good Time Music-San Francisco Style, Living Era
- Lu Watters' Yerba Buena Jazz Band vol. 1 en vol. 2, Merry Makers
- Lu Watters Jazz. Mercury, 1951
- Lu Watters and His Yerba Buena Jazz Band, Mercury, 1952
- Dixieland Jamboree, Verve, 1956
- Together Again (met Turk Murphy), Merry Makers, 1963
- Blues Over Bodega, Fantasy, 1964
- Complete Good Time Jazz Recordings (alle opnames van Jazz Man en West Coast labels), Good Time Jazz

- Bibliothèque nationale de France: cb139811756 (data)
- Gemeinsame Normdatei: 134819705
- International Standard Name Identifier: 0000 0001 0867 5211
- Library of Congress Control Number: n82100296
- MusicBrainz: 4bf7946d-ee31-42c3-bdb8-c3f6d7650835
- Nederlandse Thesaurus van Auteursnamen: 10179181X
- Virtual International Authority File: 123149294364280522201